# Игенсбах
Игенсбах (њем. Iggensbach) општина је у њемачкој савезној држави Баварска. Једно је од 26 општинских средишта округа Дегендорф. Према процјени из 2010. у општини је живјело 2.066 становника. Посједује регионалну шифру (AGS) 9271127.

## Географски и демографски подаци
Игенсбах се налази у савезној држави Баварска у округу Дегендорф. Општина се налази на надморској висини од 382 метра. Површина општине износи 19,1 km². У самом мјесту је, према процјени из 2010. године, живјело 2.066 становника. Просјечна густина становништва износи 108 становника/km².